# José María Jover
José María Jover Zamora (Cartagena, Murcia, 5 de junio de 1920-Madrid, 14 de noviembre de 2006) fue un historiador español.

## Biografía
Nacido el 5 de junio de 1920 en Cartagena, fue el gran renovador de la Historiografía de la España contemporánea. Su tesis, leída en el curso 1946-1947, fue dirigida por Cayetano Alcázar Molina. En 1949 obtuvo la cátedra de Historia Universal de las edades moderna y contemporáneas e Historia General de la Cultura con destino en Valencia; posteriormente se trasladó a Madrid, a la Universidad Complutense. A mediados de los años 60 Jover se incorpora a las nuevas corrientes historiográficas europeas, recibiendo influencias de la Escuela de los Annales o del catalán Jaume Vicens Vives. Considerado rescatador del término unamuniano intrahistoria, entre sus discípulos se encuentran historiadores como Javier Tusell, Elena Hernández Sandoica, Juan Pablo Fusi o Ángel Bahamonde.
En 1975 recibe el encargo de dirigir la Historia de España fundada y dirigida por Ramón Menéndez Pidal hasta su muerte, reestructurando y ampliando su plan.
Casado con Guadalupe Gómez-Ferrer Morant, profesora de Historia Contemporánea en la Universidad Complutense de Madrid. El matrimonio tuvo ocho hijos.
Murió el 14 de noviembre de 2006 en Madrid.

## Distinciones
- En 1981 le fue otorgado el Premio Nacional de Historia de España .
- En 1985 se le concedió el título de doctor honoris causa por la Universidad de Murcia.
- Doctor honoris causa por la Universidad de Valencia en 1991.[4]
- En 2000 el XIV Premio Internacional Menéndez Pelayo.

## Obras
- Historia de España: la Edad Contemporánea, Barcelona, Teide, 1979.
- Realidad y mito de la primera república, Madrid, Espasa-Calpe, 1991 ISBN 978-84-239-1994-9
- La civilización española a mediados del siglo XIX, Madrid, Espasa-Calpe, 1992 ISBN 978-84-239-7259-3
- «1898. Teoría y Práctica de la redistribución colonial», en Debates en torno al 98: Estado, Sociedad y Política, Madrid, Comunidad de Madrid, 1998.
- Historiadores españoles de nuestro siglo. Real Academia de la Historia. 1999. ISBN 9788489512221.
- España en la política internacional: siglos XVIII-XIX. Marcial Pons. 1999. ISBN 9788495379047.